# Municipio de El Limón

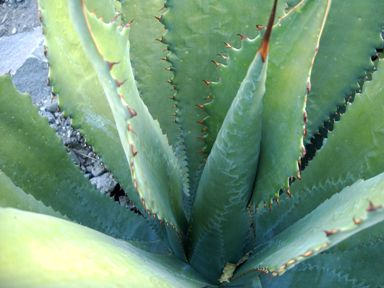
El maguey (Agave americana)

El municipio de El Limón es uno de los ciento veinticinco municipios en que se encuentra dividido el estado mexicano de Jalisco, se localiza en la región Sierra de Amula al suroeste del estado. Su cabecera y mayor localidad es El Limón. La población del municipio fue de 5 368 habitantes en 2020.

## Toponimia
El Limón, antes llamado Almolón y El Limón Nuevo, fue paraje de la vieja cordillera de Zapotlán a Autlán.

## Historia
Fue paraje de la vieja cordillera de Zapotlán o Autlán. La hacienda del Limón viejo es muy antigua. A la llegada de los conquistadores, San Juan de Amula era el principal poblado, gobernado por un cacique. En octubre de 1525, viniendo de Colima, se hospedó aquí el capitán Francisco Cortés de San Buenaventura quien dio tierras a los aborígenes para que formaran una comunidad. El rey de España les concedió el título de pueblo y grandes terrenos para una comunidad indígena.
Desde 1526 estas tierras pertenecieron a la Provincia de Martín Monje y Pedro Gómez, que tenía como cabecera a Tenamaxtlán, después se anexó a Autlán. En diciembre de 1817 quedó despoblado el Limón Viejo. El 8 de enero de 1818 los hacendados, peones y rancheros se mudaron al Limón Nuevo, una estancia ganadera, en ese entonces, de la vieja hacienda. Se avecindaron en el citado lugar para beneficiarse con el camino real y los grandes manantiales de agua que había. El hacendado Juan Vicente Rosales murió en 1843 intestado y sus descendientes siguieron poseyendo esta heredad en mancomún, desde ese año hasta la formación de los ejidos de El Limón y La Ciénega, fueron varios sus propietarios.
En 1909, siendo uno de sus propietarios el Sr. Vidal Zepeda, fincó el casco de la hacienda que se encontraba en lo que ahora es un barrio de la Ciénega. Pedro Zamora, general villista que nació en El Palmar de los Pelayo, en los alrededores de El Limón, merodeó la región durante diez años. Este guerrillero fue un hombre legendario a quien aún recuerdan muchos lugareños.
El Limón fue erigido en municipio el 2 de junio según decreto número 2069, firmado por gobernador Basilio Vadillo. La iniciativa se debió a algunos vecinos y al apoyo del diputado Rodrigo Camacho.

## Descripción geografía

### Ubicación
El municipio de El Limón se localiza en la región Sierra de Amula del estado de Jalisco. Sus municipios colindantes son Ejutla, El Grullo, Tonaya y Tuxcacuesco. Tiene una extensión territorial de 190.49 kilómetros cuadrados.
El municipio de colinda al norte con el municipio de Ejutla; al este con el municipio de Tonaya; al sur con los municipios de Tuxcacuesco y El Grullo; al oeste con los municipios de El Grullo y Ejutla.

## Medio físico
El 42.5% del municipio tiene terrenos montañosos, es decir, con pendientes mayores 15° y La roca predominante es caliza (24.2%), es una roca sedimentaria química o bioquímica, es la más importante de las rocas carbonatadas. El suelo predominante es litosol (43.5%), suelo de piedra, son los más abundantes en el país. Se encuentran en todos los climas y con muy diversos tipos de vegetación. El uso de estos suelos depende principalmente de la vegetación que los cubre. La selva (57.9%) es el uso de suelo dominante en el municipio.

### Hidrografía
Los tipos de recursos hídricos del municipio están constituidos por aguas subterráneas, ríos y lagos. El territorio está ubicado dentro de 1 acuíferos de los cuales el 0% no tienen disponibilidad y el 100.0% se encuentra con disponibilidad de agua subterránea.
El territorio municipal está dentro de las cuencas Canoas, Corcovado, El Rosario, Las Piedras de las cuales el 100.0% tienen disponibilidad y el 0% presentan déficit de disponibilidad de agua superficial.
Sus recursos hidrológicos son proporcionados por los ríos y los arroyos que se conforman la cuenca hidrológica río Ameca, perteneciente a la región Pacífico Centro. Su principal corriente es el río Tuxcacueco que cruza el territorio por el poniente; tiene además los arroyos: Salado, Hondo, Las Piletas y Grande; varios manantiales y la presa Basilio Vadillo (Las Piedras).
La Presa Basilio Vadillo (Las Piedras) no pertenece al Municipio de El Limón, esta se encuentra en territorio de Ejutla, Jalisco.

### Clima, temperatura y precipitación
La mayor parte del municipio El Limón (94.1%) tiene clima cálido subhúmedo. La temperatura media anual es de 23.2 °C, mientras que sus máximas y mínimas promedio oscilan entre 34.7 °C y 11.8 °C respectivamente. La precipitación media anual es de 871mm. El régimen de lluvias se registra en junio, julio y agosto. La dirección de los vientos es variable con intensidad constante.

## Áreas naturales protegidas
El Limón cuenta con 0.01% de humedales sin ningún área natural protegida tipificada en su territorio.

## Sequía
A nivel municipal la sequía extrema es la que tiene una mayor distribución con un 53.6%, seguido de la excepcional, severa y moderada con 20, 11 y 9 por ciento respectivamente.

## Flora y fauna

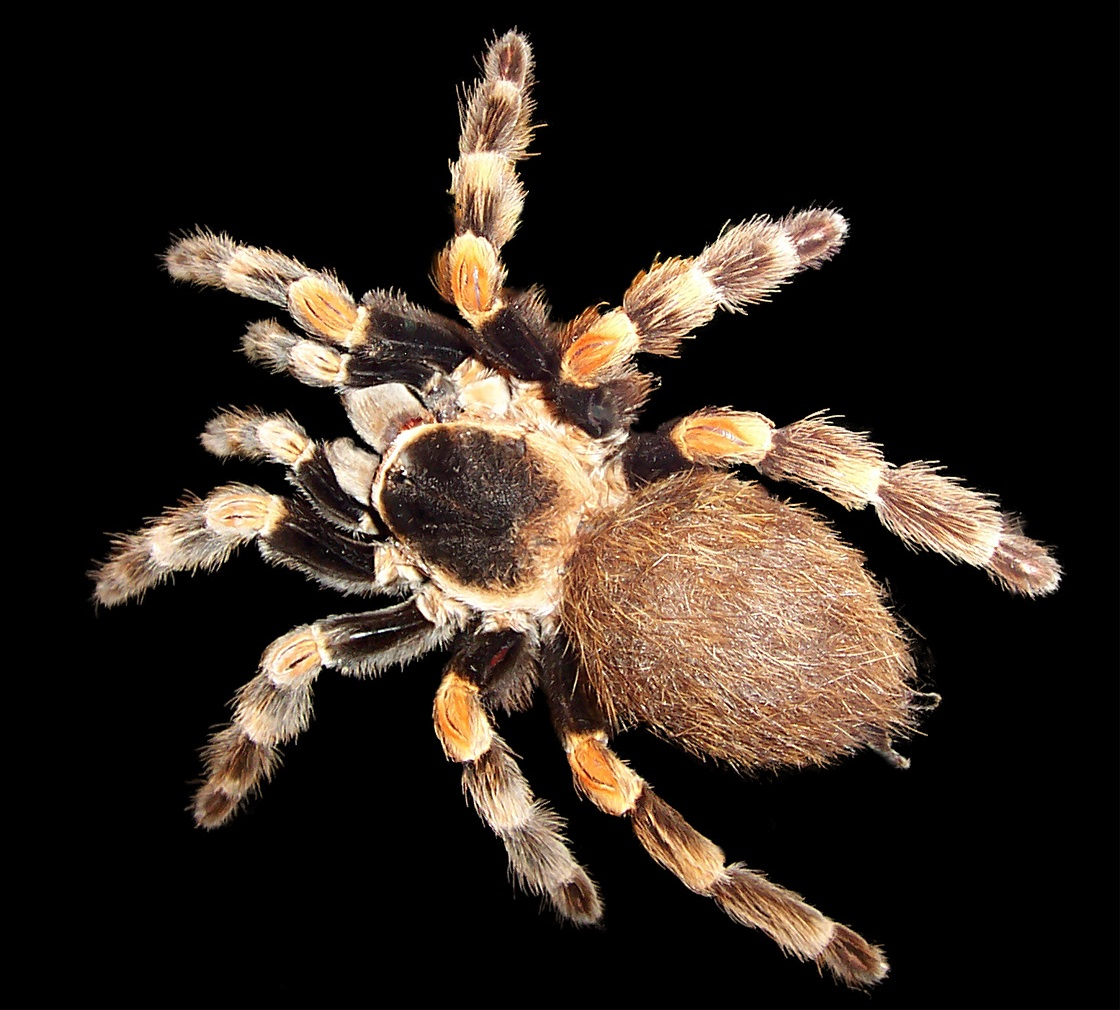
Las tarántulas están presentes en el municipio.

Su vegetación está compuesta por encino, roble, parota, mezquite, guamúchil, nopal, huizache y palmar en algunos lugares.
La fauna la integran especies como el: 
- venado[8]
  - Odocoileus virginianus[9]
- coyote[8]
  - Canis latrans[9]
- liebre[8]
  - Lepus callotis[9]
- zorrillo[8][10]
  - Conepatus leuconotus[10]
- tejón[8]
  - Taxidea taxus[9]
- tlacuache[8][10]
  - didelphis virginiana [9][10]
- Onza
  - Herpailurus yagouaroundi[9]
- puma
  - Puma concolor[9]
- tigrillo mexicano
  - Leopardus wiedii[9]
- pantera negra / jaguar
  - Panthera onca[9]
- Coatí[10]
  - Nasua narica[10]
- armadillo[10]
  - Dasypus novemcinctus[10]
- ardilla[10]
  - Notocitellus annulatus[10]
- murciélago[9]
  - Balantiopteryx plicata[9]
  - Balantiopteryx plicata[9]
  - Pteronotus parnelli[9]
  - Glossophaga soricina[9]
  - Glossophaga commissarisi[9]
  - Leptonycteris curasoae[9]
  - Artibeus jamaicensis[9]
  - Artibeus intermedius[9]
  - Dermanura tolteca[9]
  - Sturnira lilium[9]
  - Centurio senex[9]
  - Desmodus rotundus[9]
  - Eptesicus fuscus[9]
  - Myotis velifera[9]
  - Pipistrellus hesperus[9]
  - Molossus sinaloae[9]

- codorniz[8]
- güilota[8]
- monstruo de Gila
- tarántula

## Infraestructura
El municipio cuenta con 16 servicios públicos, de los cuales destacan 24 escuelas, seguido de 13 instalaciones deportivas o de recreación y plazas con 9.

### Salud
De acuerdo con los registros de la secretaría de salud, en el municipio se encuentran 4 unidades de servicio de salud como lo son consultorios, hospitales generales y especializados, oficinas administrativas, farmacias, laboratorios, unidades de medicina familiar, de especialidades médicas y móviles. De las cuales 4 corresponden a la Secretaría de Salud (SSJ), 1 unidad de salud es del Instituto Mexicano del Seguro Social (IMSS) y 1 módulo del Instituto de Seguridad y Servicios Sociales para los Trabajadores del Estado (ISSSTE).

## Demografía y localidades
Según el Censo de Población y Vivienda 2020, su población en ese año era de 5,368 personas; de las cuales el 49.7 por ciento eran hombres y 50.3 por ciento mujeres. Comparando este volumen poblacional con el del año 2015 (5,379 habitantes), se observa que la población municipal disminuyó un 0.2 por ciento en cinco años.

### Localidades
En 2020 El Limón contaba con 11 localidades, de éstas, 1 eran de dos viviendas y 2 de una. La localidad de El Limón era la más poblada, con 3,125 personas, que representaban el 58.2% de la población del municipio; le seguía La Ciénega con el 16.7%, San Juan de Amula con el 9.6%, San Miguel Hidalgo con el 6.8% y El Palmar de San Antonio con el 3.8% del total municipal.
| Código INEGI      | Localidad         | Población (2020) |
| ----------------- | ----------------- | ---------------- |
| 140540001         | El Limón          | 3 125            |
| Otras localidades | Otras localidades | 2 343            |
| Total municipal   | Total municipal   | 5 368            |

## Migración
El índice de intensidad migratoria se ubicó en 60.24, lo que significa un grado de intensidad migratoria Alto

## Pobreza por carencia social
Respecto a las carencias sociales en 2020, destaca que el indicador de carencia por acceso a la seguridad social es el acceso a la seguridad social, con un 59.6 por ciento, que en términos absolutos representa 3,215 habitantes. En contraste, el que menos proporción de población presentó fue el de acceso a la alimentación, con el 3.2 por ciento. Otros indicadores como rezago educativo, acceso a los servicios de salud, acceso a servicios básicos de la vivienda y acceso a la alimentación representan el 20, 11, 5 y 3 por ciento respectivamente.

## Economía y empleo
Conforme a la información del Directorio Estadístico Nacional de Unidades Económicas (DENUE) de INEGI, el municipio de El Limón cuenta con 195 unidades económicas al mes de mayo de 2024 y su distribución por sectores revela un predominio de establecimientos dedicados a Servicios, siendo estos el 48.72% del total en el municipio.

### Empleos
Para junio de 2024 el IMSS reportó un total de 162 trabajadores asegurados, lo que representó para el municipio de El Limón una constante de trabajadores en comparación con el mismo mes de 2023. En función de los registros del IMSS el grupo económico que más empleos presentó dentro del municipio de El Limón fue el de Servicios de administración pública y seguridad social, ya que en junio de 2024 registró un total de 64 trabajadores concentrando el 39.51% del total de asegurados en el municipio. El segundo grupo económico con más trabajadores asegurados fue el de Pesca, que para junio de 2024 registró 26 trabajadores asegurados que representan el 16.05% del total de trabajadores asegurados a dicha fecha. El tercer grupo con mayor registros en el IMSS es la Compraventa de alimentos, bebidas y productos del tabaco con el 11%.

## Índice de desarrollo municipal (IDM)
El Limón obtiene un desarrollo institucional Bajo con un IDM-I de 48.

## Promedio mensual de carpetas de investigación
Durante el periodo de junio de 2023 a mayo de 2024, se abrieron un total de 45 carpetas de investigación con un promedio mensual de carpetas abiertas de 4, en donde el delito más investigado fue el de lesiones culposas.

## Turismo
Arquitectura
- Hacienda del Realito.

Iglesias
- Templo de San Juan.

Parques y reservas
- Cerro del Narigón.
- Cerro de La Capilla.
- Cerro de Las Tarjeas.

Presas y manantiales
- Arroyo de Las Piletas.
- Manantial Las Higueras.
- Presa de Luis.
- El Salto (en La Ciénega).
- El Agua Caliente (Balneario de aguas termales, en La Ciénega).

## Fiestas
Fiestas civiles
- Fiesta taurina. Del 31 de diciembre al 13 de enero.

Fiestas religiosas
- Fiesta en honor de la Inmaculada Concepción. Del 30 de noviembre al 8 de diciembre.
- Fiesta en honor de la Virgen de Guadalupe. 12 de diciembre.
- Fiesta en honor de El Sagrado Corazón De Jesús.